# 木下利祐
木下 利祐（きのした としすけ、享保7年（1722年） - 天明7年3月25日（1787年5月12日））は、備中国足守藩士。木下利安の長男。幼名は燕之介、通称は主馬・左膳。卜旦と号す。子に木下利友。

## 生涯
享保7年に備中足守町の川向屋敷で生まれ、御下屋敷で暮らす。その後、父利安の500石のうちから300石を分けられ、元文3年（1738年）10月1日に知行300石を給わる。しかし、儀礼の際に列席することはあったが、利祐自身は一生無役であった。
安永2年（1773年）7月26日に隠居し、七人扶持を与えられる。隠居後は剃髪して卜旦と号し、藩主木下利忠の茶の相手をつとめ、御内所向へも顔を出すなど、藩主の良き相談役となった。
天明7年（1787年）3月25日に66歳で病死した。